# William Alexander Richardson

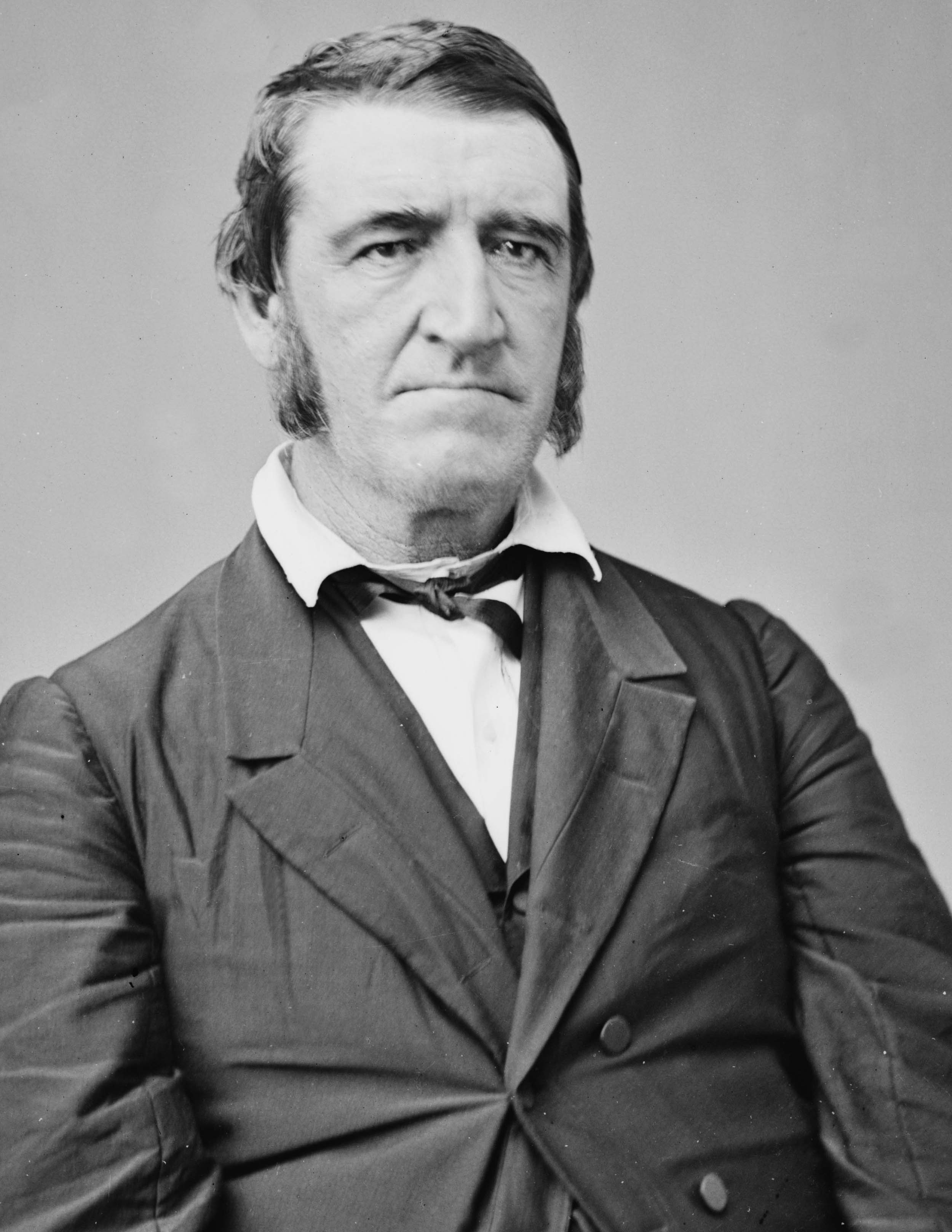
William Alexander Richardson

William Alexander Richardson (* 16. Januar 1811 bei Lexington, Kentucky; † 27. Dezember 1875 in Quincy, Illinois) war ein US-amerikanischer Politiker. Er war Gouverneur des Nebraska-Territoriums und vertrat den Bundesstaat Illinois in beiden Kammern des Kongresses.

## Leben
William Richardson besuchte die Schule in Walnut Hill, das Centre College in Danville und die Transylvania University in Lexington. Nach einem Jurastudium und seiner Zulassung als Rechtsanwalt begann er 1831 in Shelbyville zu praktizieren. Richardson machte in Illinois eine beachtliche politische Karriere. Zwischen 1834 und 1835 war er Staatsanwalt. Von 1836 bis 1846 war er abwechselnd sowohl im Repräsentantenhaus als auch im Senat dieses Staates; im Repräsentantenhaus fungierte er dabei von 1844 bis 1846 als Speaker. Im Jahr 1844 war er einer der demokratischen Wahlmänner bei den Präsidentschaftswahlen, bei denen James K. Polk zum Präsidenten gewählt wurde. Während des Mexikanisch-Amerikanischen Krieges stieg er in der Armee bis zum Major auf. Nach dem Krieg verlegte er seinen Wohnsitz nach Quincy.

## Kongressmitglied und Gouverneur
Zwischen 1847 und 1856 war er Abgeordneter im US-Repräsentantenhaus in Washington, D.C. Im Jahr 1856 trat er von diesem Mandat zurück, um Gouverneur von Illinois zu werden. Allerdings unterlag er bei der Wahl dem Republikaner William Henry Bissell. Im Jahr 1858 wurde er für kurze Zeit Gouverneur des Nebraska-Territoriums, als Nachfolger des verstorbenen Thomas B. Cuming. Noch im gleichen Jahr übergab er dieses Amt an seinen Nachfolger Julius Sterling Morton. Im Jahr 1861 kehrte er in das US-Repräsentantenhaus zurück; zwischen 1863 und 1865 saß er im Senat der Vereinigten Staaten. Damit erlebte er den Bürgerkrieg im Kongress. Danach war er journalistisch tätig. William Richardson starb im Dezember 1875.
Nach ihm ist das Richardson County in Nebraska benannt.